# Platylabops apricus
Platylabops apricus är en stekelart som först beskrevs av Johann Ludwig Christian Gravenhorst 1820.  Platylabops apricus ingår i släktet Platylabops och familjen brokparasitsteklar. Utöver nominatformen finns också underarten P. a. nearcticus.